# Državna cesta D32
D32 je državna cesta u Hrvatskoj. Ukupna duljina iznosi 49,7 km.